# Rei do Egito
Rei do Egito (em árabe: ملك مصر), oficialmente conhecido como Rei do Egito, Soberano da Núbia, Sudão, Cordofão e Darfur, foi o título usado pelo governante do Egito entre 1922 e 1951. Quando o Reino Unido emitiu a Declaração unilateral de independência do Egito em 28 de fevereiro de 1922, encerrando assim sua ocupação sobre o Egito, o sultão egípcio Fuade I emitiu um decreto em 15 de março de 1922, adotando o título de Rei do Egito. Foi relatado que a mudança de título não se deveu apenas ao novo status independente do Egito, mas também ao desejo de Fuade I de receber o mesmo título que os governantes recém-instalados dos reinos recém-criados de Hejaz, Síria e Iraque.  O segundo monarca a ser denominado Rei do Egito foi o filho de Fuade I e Faruque I, cujo título foi alterado para Rei do Egito e do Sudão em outubro de 1951, após a revogação unilateral do Tratado Anglo-Egípcio de 1936 pelo governo wafdista.  A monarquia foi abolida em 18 de junho de 1953 após a Revolução Egípcia de 1952 e o estabelecimento de uma república. O terceiro rei, o infante Fuade II do Egito (Faruque tendo abdicado após a revolução), foi para o exílio na Itália. O cargo foi substituído pelo Presidente do Egito em 18 de junho de 1953.
Os governantes do antigo Egito podem ser descritos usando o título Rei ou faraó. A história de Moisés no Alcorão inclui sua interação com o governante do Egito, chamado Faraó (em árabe: فرعون). A história anterior de José no Islã se refere ao governante egípcio como um rei (em árabe: ملك). 

## Lista de monarcas
| Retrato | Nome      | Início do reinado   | Fim do reinado        |
| ------- | --------- | ------------------- | --------------------- |
|         | Fuade I   | 15 de março de 1922 | 28 de abril de 1936   |
|         | Faruque I | 28 de abril de 1936 | 16 de outubro de 1951 |